# La Chapelle-en-Vercors
La Chapelle-en-Vercors este o comună în departamentul Drôme din sud-estul Franței. În 2009 avea o populație de 675 de locuitori.

## Evoluția populației
| An        | 1975 | 1982 | 1990 | 1999 | 2006 | 2009 |
| --------- | ---- | ---- | ---- | ---- | ---- | ---- |
| Populație | 675  | 653  | 628  | 662  | 674  | 675  |